# Anomala latipes
Anomala latipes är en skalbaggsart som beskrevs av Gilbert John Arrow 1912. Anomala latipes ingår i släktet Anomala och familjen Rutelidae. Inga underarter finns listade i Catalogue of Life.